# Luisa de Medrano
Luisa de Medrano, född 9 augusti 1484, död 1527, var en spansk akademiker och poet. Hon undervisade vid universitetet i Salamanca, där hon 1508–1509 ersatte Antonio de Nebrija. Hon skrev poesi och filosofiska verk, vilka dock är förlorade. Hon var berömd under sin samtid. Institute Lucia de Medrano har fått sitt namn efter henne. 